# Drapac/Saison 2011
Dieser Artikel listet Erfolge und Mannschaft des Radsportteams Drapac in der Saison 2011 auf.

## Erfolge in der UCI Asia Tour
Bei den Rennen der UCI Asia Tour im Jahr 2011 gelangen dem Team nachstehende Erfolge.
| Datum        | Rennen                          | Kat. | Sieger           |
| ------------ | ------------------------------- | ---- | ---------------- |
| 19. März     | Prolog Tour de Taiwan (EZF)     | 2.2  | Adam Phelan      |
| 23. März     | 4. Etappe Tour de Taiwan        | 2.2  | Floris Goesinnen |
| 25. März     | 6. Etappe Tour de Taiwan        | 2.2  | Adam Semple      |
| 28. März     | 9. Etappe Tour de Taiwan        | 2.2  | Adam Semple      |
| 12. November | 1. Etappe Tour de Okinawa (EZF) | 2.2  | Thomas Palmer    |

## Erfolge in der UCI Oceania Tour
Bei den Rennen der UCI Oceania Tour im Jahr 2011 gelangen dem Team nachstehende Erfolge.
| Datum       | Rennen                    | Kat. | Sieger       |
| ----------- | ------------------------- | ---- | ------------ |
| 12. Oktober | 1. Etappe Herald Sun Tour | 2.1  | Rhys Pollock |

## Abgänge – Zugänge
| Zugänge            | Team 2010                | Abgänge                       | Team 2011           |
| ------------------ | ------------------------ | ----------------------------- | ------------------- |
| Floris Goesinnen   | Skil-Shimano             | Joseph Lewis                  | Trek Livestrong U23 |
| Darren Lapthorne   | Rapha Condor-Sharp       | Peter McDonald                | V Australia         |
| Adam Semple        | Brisot Cardin Bibanese   | Daniel Braunsteins            | Unbekannt           |
| Amir Mustafa Rusli | MNCF Cycling Team (2009) | Angus Morton                  | Unbekannt           |
| Stuart Grimsey     | Ride Sport Racing (2009) | Michael Phelan (bis 31. Juli) | Unbekannt           |
| Adam Phelan        | Neoprofi                 |                               |                     |

## Mannschaft
| Name                          | Geburtstag        | Nationalität |
| ----------------------------- | ----------------- | ------------ |
| Patrick Drapac                | 15. April 1991    | Australien   |
| Floris Goesinnen              | 30. Oktober 1983  | Niederlande  |
| Stuart Grimsey                | 7. April 1988     | Australien   |
| Darren Lapthorne              | 4. März 1983      | Australien   |
| Lachlan Norris                | 21. Januar 1987   | Australien   |
| Mohammed Adiq Husainie Othman | 29. April 1991    | Malaysia     |
| Thomas Palmer                 | 28. Juni 1990     | Australien   |
| David Pell                    | 9. Juni 1980      | Australien   |
| Adam Phelan                   | 23. August 1991   | Australien   |
| Rhys Pollock                  | 14. März 1980     | Australien   |
| Amir Mustafa Rusli            | 5. Februar 1987   | Malaysia     |
| Adam Semple                   | 18. November 1989 | Australien   |
| Stuart Shaw                   | 19. November 1977 | Australien   |

## Platzierungen in UCI-Ranglisten
UCI Asia Tour 2011
|      | Fahrer                        | Punkte |
| ---- | ----------------------------- | ------ |
| 46.  | Mohammed Adiq Husainie Othman | 64     |
| 114. | Adam Phelan                   | 24     |
| 155. | Adam Semple                   | 16     |
| 184. | Lachlan Norris                | 12     |
| 188. | Thomas Palmer                 | 12     |
| 240. | Floris Goesinnen              | 8      |
| 283. | Rhys Pollock                  | 5      |
| 328. | Amir Mustafa Rusli            | 3      |

UCI Europe Tour 2011
|       | Fahrer           | Punkte |
| ----- | ---------------- | ------ |
| 320.  | Floris Goesinnen | 49     |
| 868.  | Thomas Palmer    | 9      |
| 1121. | Stuart Shaw      | 4      |
| 1139. | Lachlan Norris   | 3      |

UCI Oceania Tour 2011
|     | Fahrer         | Punkte |
| --- | -------------- | ------ |
| 11. | Lachlan Norris | 24     |
| 17. | David Pell     | 14     |
| 37. | Adam Semple    | 5      |